# Robert Vigneau
Pour les articles homonymes, voir Vigneau.
Robert Vigneau, né à Saint-Laurent-du-Var le 26 août 1933 et mort le 18 août 2022 à Cannes, est un poète d'expression française. Il a publié neuf recueils de poèmes, dans d'importantes maisons d'édition (Gallimard, Seghers…). Ses poèmes les plus célèbres sont ceux qu'il a écrits pour la jeunesse (La Baleine… deux de ses livres ont été recommandés par l'Éducation nationale française).
Vigneau est aussi dessinateur : il a publié cinq livres de dessins, et expose périodiquement, au Japon et en France.
Le poème « Jehan l'Advenu » de Norge, connu pour avoir été chanté par Georges Brassens, est dédié « à Robert et Marie-Hélène Vigneau » dans les Œuvres poétiques 1923-1973 de Norge, Seghers, 1978, p. 611.
Robert Vigneau est membre du conseil de la Maison de poésie – Fondation Émile Blémont depuis janvier 2014.

## Œuvres
Poésie
- L'Ange et l'accordéon, Seghers, 1953
- Il, Chambelland, 1963
- Naigreries, Ravindra Press, 1972
- Cartes indiennes, La Main d'Hélène, 1975,réédition 2017
- 10 Articles sur catalogue, Prouvaires, 1979
- Bucolique suivi de Élégiaque, Gallimard, 1979
- Bestiaire à Marie, Nathan, 1985, éditions éoliennes, 2000
- Botaniques, éditions éoliennes, 1997, 1999
- Planches d'anatomie, Adana Venci & éditions éoliennes, 2005
- Une vendange d'innocents, Maison de Poésie, 2009
- Ritournelles, laTimbale, 2016

Textes et dessins
- La Guerre de cinquante ans, À hélice, 1995

Dessins
- Œufs, Adana Venci, 1978
- Entrée des créatures, Adana Venci, 2001
- Éros au potager, Adana Venci, 2014
- Mature, Adana Venci, 2016

Expositions personnelles
- Bois taillés, Galerie L'Olivier, Vence, 1952-56
- Fixés sur verre, Galerie de l'Alliance, Freetown, Sierra Léone; 1981
- La Guerre de Cinquante ans, Projection / lecture au Salon du Livre de Limoges, 1993
- Blessures d'encre, dessins, Galerie Kôbô, Tokyo, octobre 1998
- Fables Profanes, Galerie Horizon, Paris, mars 1999
- Dessins, Préau de la Culture, Salse d'Avignon, avril 2001
- Portraits cachés, dessins, Galerie Kôbo, Tokyo, octobre 2001
- Salomé, dessins, Galerie Kôbo, Tokyo, octobre 2004
- Étreintes, dessins, Galerie Epsilon, Paris, octobre 2006
- Orphée, dessins, Galerie Kôbo, Tokyo, octobre 2007
- Dionysos, dessins, Galerie Kôbo, Tokyo, septembre-octobre 2010
- Le Bestiaire d’horoscope, Ginza, Tokyo, Japon, octobre 2010
- Dionysos, dessins, Galerie Kôbô, Tokyo, septembre-octobre 2010
- Le Bestiaire d’horoscope, Ginza, Tokyo, Japon, octobre 2010
- Eros au potager, Galerie Kôbô, Tokyo, mars-avril 2014
- Eros et Grands formats, Galerie Chifuriguri, Sendaï, Japon, avril 2014
- Mature (présent. part.), Shibuya, Tokyo, Japon, octobre 2016